# Neofici (poemat)

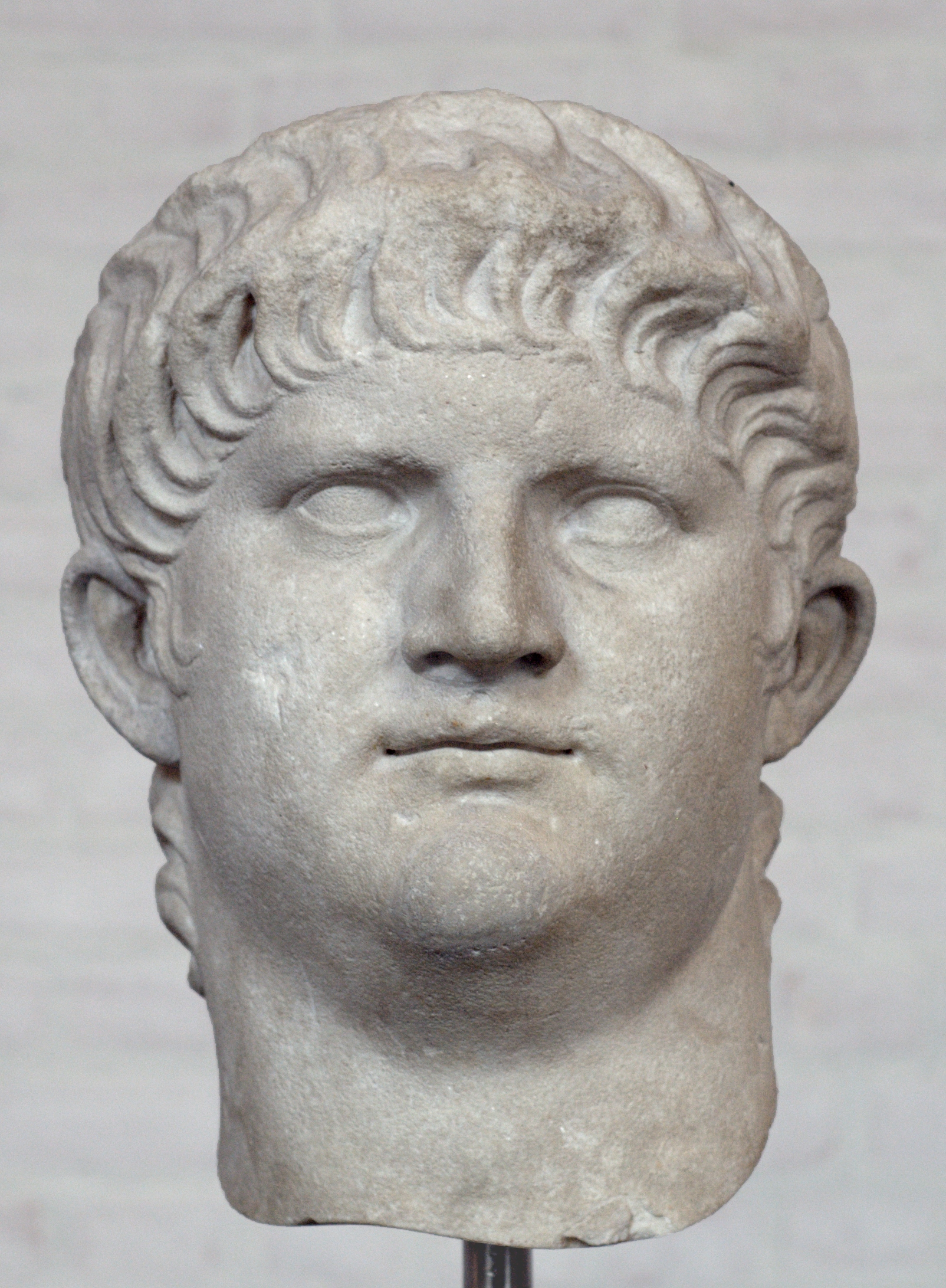
Cesarz rzymski Neron. W jego epoce toczy się akcja poematu Neofici

Neofici (oryg. ukr. Неофіти) – poemat Tarasa Szewczenki napisany w grudniu 1857 w czasie pobytu poety w Niżnym Nowogrodzie. Dedykowany Michałowi Szczepkinowi.

## Okoliczności powstania utworu
Dzieło powstało po kilkuletniej przerwie w twórczości poetyckiej Szewczenki, jaka miała miejsce w okresie następującym po zakończeniu odbywania kary zesłania. Zdaniem Mariana Jakóbca Neofici są wyrazem silnych zmian w umysłowości poety, jakie dokonały się w ciągu minionych lat. Szewczenko, dotąd raczej obojętny wobec religii, zaczął wprowadzać do swoich utworów akcenty chrześcijańskie, szczególnie często zwracając się do Matki Bożej, lub szukając inspiracji w kulturze chrześcijańskiej i jego historii. Równocześnie poeta zachował krytyczny stosunek do obrzędowości prawosławnej, którą uważał za przesadnie zbytkowną, oraz do faktu podporządkowania Rosyjskiego Kościoła Prawosławnego instytucjom carskiego państwa. 
Prawdopodobnie pisząc Neofitów Szewczenko zrealizował swój plan napisania poematu poświęconego pamięci dekabrystów i rozwijającego poruszany już w wielu wcześniejszych wierszach wątek prześladowań, na jakie niezależnie od okoliczności i epoki historycznej narażeni są ludzie walczący o sprawiedliwość i prawdę (np. obraz zesłanego powstańca w poemacie Sen). W pierwszych dniach grudnia 1857 pisał w pamiętniku, iż praca nad poematem zajęła mu cztery dni, zaś jego pierwotny tytuł miał brzmieć Neofici, albo pierwsi chrześcijanie. 

## Treść
Podmiot liryczny wiersza znajduje się w więzieniu, z którego widzi stojący na cmentarzu wysoki krzyż. Jego widok skłania go do częstej modlitwy, w czasie której każdorazowo pojawiają się pytania o powód śmierci Jezusa, który nikomu nie uczynił żadnej krzywdy. Podmiot nie otrzymuje jednak od Boga odpowiedzi. Wówczas zwraca się do Matki Bożej, prosząc ją o siłę i poetyckie natchnienie, by mógł nadal głosić Ukraińcom prawdę. 
Akcja dalszych części poematu toczy się w starożytnym Rzymie. Nieznana z imienia piękna dziewczyna wychodzi za mąż i rodzi syna, Alcyda. Jej rodzina kultywuje tradycyjną wiarę w wielu bogów. W czasie, kiedy Jezus Chrystus głosił swoją naukę, został ukrzyżowany, a następnie zmartwychwstał, Alcyd dorasta i staje się przystojnym młodzieńcem. Prowadzi przy tym hulaszczy tryb życia, uczestniczy w orgiach. W czasie jednej z nich, odbywającej się w lesie, przed grupą biesiadników pojawia się apostoł Piotr idący do Rzymu. Jego mowa o wierze chrześcijańskiej wydaje się Alcydowi i innym tak przekonująca, że decydują się porzucić dotychczasowe życie i udać się do Rzymu razem z apostołem. Alcyd nawraca się na chrześcijaństwo i porzuca rodzinny dom, głosząc wiarę. Matka bezowocnie poszukuje go w całym Imperium, wreszcie dowiaduje się, że podobnie jak inni chrześcijanie Alcyd został wtrącony do więzienia na rozkaz Nerona. Wkrótce potem cesarz rzymski ogłasza się Bogiem. Modły do niego zaczynają składać zarówno patrycjusze, jak i rzesze plebejuszy, w tym również matka Alcyda, ufna w jego nadzwyczajną moc. "Łaski" spotykają jednak jedynie bogatych i wpływowych - w położeniu ubogich nic się nie zmienia. Kobieta wierzy jednak, że modlitwa do Jupitera-Nerona uratuje jej syna. Tymczasem Alcyd zachowuje w obliczu rychłej śmierci nieugiętą postawę, wzywa do modlitwy i zapowiada zwycięstwo chrześcijaństwa. Wreszcie ginie na arenie koloseum, rzucony dzikim zwierzętom, na oczach swojej matki, obecnej na trybunach. 
Po śmierci Alcyda jego matka trwa pod bramą koloseum, po czym idzie za wozem wywożącym ciała zamordowanych do Tybru. Zrozpaczona patrzy na wodę, do której wrzucone zostały zwłoki Alcyda, po czym zaczyna modlić się do Jezusa Chrystusa. Uwierzywszy w to, za co zginął jej syn, również zaczyna publicznie głosić chrześcijaństwo. 

## Cechy utworu
Neofici, mimo umiejscowienia akcji w Imperium Rzymskim, odnoszą się do sytuacji w Imperium Rosyjskim, do czego czytelną aluzją jest wzmianka o tym, że matka Alcyda, nie znając miejsca jego uwięzienia, poszukiwała go m.in. na Sybirze. Dzieło w ograniczonym stopniu oddaje realia i obyczaje rzymskie, skupiając się na budowaniu silnego kontrastu między walczącymi o prawdę chrześcijanami a okrutnymi możnowładcami i samym cesarzem, ukazanym w sposób karykaturalny i odrażający (w podobny sposób Szewczenko charakteryzował cara Mikołaja I w poemacie Sen). Przeciwstawione sobie zostają również różne warstwy społeczne. Bogaci i wpływowi nie mają nic wspólnego z biednymi - wiara w poprawę sytuacji za sprawą dobrej woli panujących zostaje przedstawiona jako fatalne w skutkach złudzenie. Wnioski przedstawiane w utworze mają charakter uniwersalny - poemat sugeruje, że prześladowania sprawiedliwych nie są domeną wyłącznie Rzymu czy Rosji carskiej, ale że mogą powtórzyć się wszędzie, zawsze w podobny sposób. Dzieło głosi jednak pochwałę tych, którzy mimo grożących im represji zdecydowali się na otwarte głoszenie swoich ideałów, przepowiada ich zwycięstwo przeciw wszelkim wysiłkom tyranów. 
W utworze powraca motyw cierpiącej kobiety, silnie obecny w twórczości Szewczenki. Matka Alcyda w swojej miłości do jedynego dziecka przypomina tytułową bohaterkę poematu Sowa, motyw cierpiącej matki reprezentowały również wcześniejsze wiersze Katarzyna i Najemnica. Iwan Franko, analizując rozwój tego typu postaci u Szewczenki, wskazywał, iż motyw kobiety, która po śmierci swojego dziecka głosi jego ideały, powtórzył się również w jednym z ostatnich wierszy Szewczenki, poemacie Maria. 
Neofici są poematem liryczno-epickim, jednak język utworu w porównaniu z wcześniejszymi dziełami o tym charakterze (Sen, Kaukaz, Heretyk) jest znacznie bardziej wygładzony i łagodniejszy. Szewczenko zrezygnował z posługiwania się kolokwializmami i stylizacji na język ludowy na rzecz bardziej dyskretnej ironii, języka naśladującego styl ewangeliczny. Jest to również poemat historiozoficzny. 

## Publikacja
Bezpośrednio po ukończeniu prac Szewczenko przesłał rękopis Neofitów Pantelejmonowi Kuliszowi, prosząc o ocenę utworu. Kulisz uznał dzieło za udane, jednak odradzał jego publikację w obawie przed nowymi represjami, jakim mógłby zostać poddany autor. Ostatecznie Neofici ukazali się po raz pierwszy drukiem w piśmie Osnowa w wersji ocenzurowanej, ze znacznymi cięciami. Pełna wersja tekstu pojawiła się w rozszerzonym wydaniu Kobziarza w Pradze w 1876. 
Na język polski Neofitów tłumaczyli Bohdan Łepki i Marian Piechal. 